# 褐线蟹守螺
褐线蟹守螺（学名：Bittium glareosum），是中腹足目蟹守螺科Bittium属的一种。主要分布于韩国、台湾，常栖息在潮间带沙滩或泥滩。